# Рантамак
Рантамак — село в Сармановском районе Татарстана. Входит в состав Рангазарского сельского поселения.

## География
Находится в восточной части Татарстана на расстоянии приблизительно 14 км на восток по прямой от районного центра села Сарманово у речки Рангазарка.

## История
Известно с 1748 года как Токметево, упоминалась также как Рангазар-Тамак. В начале XX века упоминалось о наличии мечети и мектеба.
В «Списке населенных мест по сведениям 1870 года», изданном в 1877 году, населённый пункт упомянут как деревня Рангазар-Тамак 2-го стана Мензелинского уезда Уфимской губернии. Располагалась при речке Менле, на просёлочной дороге из Мензелинска в Бугульму, в 59 верстах от уездного города Мензелинска и в 8 верстах от становой квартиры в селе Александровское (Кармалы). В деревне, в 29 дворах жили 156 человек (татары, 74 мужчины и 82 женщины).

## Население
Постоянных жителей было: в 1870 году — 156, в 1920—342, в 1926—255, в 1938—299, в 1949—334, в 1958—367, в 1970—423, в 1979—313, в 1989—188, 184 в 2002 году (татары 94 %), 213 в 2010.